# Đường sắt Yên Viên – Cái Lân
Đường sắt Yên Viên - Hạ Long là một tuyến đường sắt nối thủ đô Hà Nội với kỳ quan thiên nhiên thế giới vịnh Hạ Long hiện đang xây dựng. Tuyến đường sắt chính là tuyến đường sắt cao tốc đầu tiên của Việt Nam,  Tuyến được thiết kế với tốc độ tàu khách 120 km/h (tốc độ trung bình của đường sắt VN hiện là 50 km/h), tàu hàng 80 km/h . Trước đây để đi Hạ Long, người ta phải đi tàu từ ga Yên Viên đi lên ga Kép (Đường sắt Hà Nội - Đồng Đăng) rồi từ Kép đi tới ga Hạ Long (Đường sắt Kép - Cái Lân), tuyến đường sắt mới sẽ giảm thời gian đi từ Hà Nội tới Hạ Long .

## Thi công
Toàn tuyến dài tổng cộng 132 km.
Tuyến Yên Viên - Hạ Long có điểm đầu là ga Yên Viên và điểm cuối là ga Hạ Long với lý trình như sau:
- Các tỉnh, thành: Hà Nội - Bắc Ninh - Hải Dương - Quảng Ninh.
- Các ga: Yên Viên - Lim - Phả Lại - Chí Linh - Mạo Khê - Uông Bí - Hạ Long - Cái Lân.

Tuyến này cũng sẽ kết nối với đường sắt cao tốc Vân Đồn - Móng Cái và đường sắt Phòng Thành Cảng - Đông Hưng của Trung Quốc.
Tuyến đường sắt Yên Viên - Hạ Long có một đoạn đi chung với đường sắt Hà Nội - Đồng Đăng tại đoạn từ ga Yên Viên đến ga Kép . 